# 秩序罰
秩序罰（ちつじょばつ）とは、行政秩序に障害を与える危険性があるものに対して科される制裁である。

## 概説
秩序罰には過料の名称が与えられるのが一般的で、軽微な義務違反が想定されている。そのため、行政刑罰と比較して顕著なものとなっている。当罰則は刑法による規定がなく、刑名もないため、刑法総則の適用はない。よって、刑事訴訟法とは別個に原則として非訟事件手続法の手続きにより裁判所で行われ、執行される。

## 違法行為に対する秩序罰
秩序罰には届出義務違反に関するものが多く、例えば、引っ越し等に伴う転入届などを正当な理由なしに届け出なかった場合や、出生届などを期間内に届け出なかった場合などが挙げられる。前者の場合は5万円以下の過料、後者の場合にも5万円以下の過料が科せられる。
過料の徴収は、地方裁判所または簡易裁判所での過料の裁判を経て、検察官の命令によって執行される。過料の裁判は裁判所の行う行政行為の一例である。なお、平成16年の道路交通法改正において導入された放置違反金は、公安委員会による納付命令によって科されるため、これも秩序罰の一種と言える。

## 地方公共団体における秩序罰
地方公共団体も、条例または規則を設けることで5万円以下の過料を科すことができる。過料を科す場合には、相手方に対して告知や弁明の機会を与える必要があるが、指定した期間までに納付されない場合、地方税の滞納処分と同じように、強制徴収を行うことができる。
地方自治法に定める過料は行政庁による過料と手続が異なり、非訟事件手続法、裁判所によらず、地方自治法に則り手続が行われる。
東京都千代田区では、歩きたばこを禁止する条例を全国に先駆けて制定した。また、その他の地方公共団体でも、相次いで同趣旨の条例が制定・施行されている。

## 刑罰などとの関係
上でも述べたように、行政刑罰も秩序罰も、行政上の義務違反に対する制裁であるが、行政刑罰には刑法が適用されるのに対し、秩序罰には刑法の適用がない。ゆえに、刑法の適用があるか否かにおいて、両者の法的性質は異なっている。しかし、両者の区分に統一した見解がないため、行政刑罰を科すか、あるいは秩序罰を科すか、その線引きは曖昧なものであると言わざるを得ない。 
実務においては、反社会性の強いものには行政刑罰、逆に、反社会性の弱いものには秩序罰を科すという傾向にある。ただし、秩序罰は過料の金額が刑罰に比べて低いため、刑法に規定されている犯罪ほど抑止力はない。そして、徴収コストを考慮すると、必ずしも厳格な執行は期待されない。
刑罰と秩序罰との併科については、合憲とする判例がある。つまり、刑罰と秩序罰はその目的や要件などを異にするため、二者択一の関係にあるとはいえず、併科を妨げないと解すべきである。